# Beach soccer
Il calcio da spiaggia (in inglese beach soccer) è uno sport derivato dal gioco del calcio e a esso simile, ma giocato sulla sabbia.
Negli anni 2000 il calcio sulla sabbia è stato riconosciuto dalla Fédération Internationale de Football Association  (FIFA) e si svolgono quindi campionati a livello nazionale ed internazionale. Sebbene fosse già praticato da molto tempo, le regole del gioco sono state fissate nel 1992, con la fondazione dell'organismo di governo Beach Soccer Worldwide.

## Storia

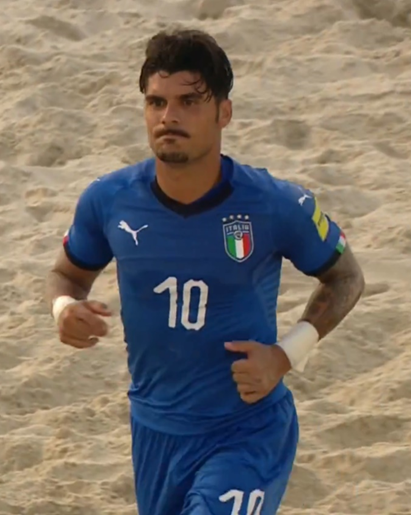
Gabriele Gori

Nell'aprile del 1994 si è tenuto il primo evento trasmesso in televisione sulla spiaggia di Copacabana, nella città di Rio de Janeiro, che ospitò i primi Campionati mondiali nel 1995. La competizione fu vinta dai padroni di casa del Brasile. Il successo della competizione ha dato vita al Pro Beach Soccer Tour. Nel 1998 fu istituita anche la Euro Beach Soccer League con Spagna, Italia, Francia e Portogallo quali Paesi fondatori, oggi nota anche come Euro BS League, secondo la dizione inglese.

### Il beach soccer in Italia
In Italia nel 2003 il beach soccer fu inserito nella struttura della FIGC da Alessandro Colombo ed il Gruppo Ventaglio attraverso VentaClub EVENTS che ne deteneva i diritti in quanto competizione organizzata da privati. La nazionale italiana di beach soccer vanta 18 presenze ai Mondiali, con due secondi posti.

## Le regole
Il regolamento ufficiale conta di 18 regole (strutturate quasi come quelle del calcio e del calcio a 5). Le principali sono:
- Ogni squadra è costituita da 5 giocatori, compreso il portiere; la panchina è costituita da 3/5 giocatori.
- Il numero di sostituzioni è illimitato.
- Servono due arbitri.
- Si giocano 3 tempi da 12 minuti ciascuno con 3 minuti di intervallo tra un tempo e l'altro.
- La partita non può finire in parità: si giocano tempi supplementari di 3 minuti con golden goal ed, eventualmente, i rigori.
- Le punizioni sono sempre dirette, senza barriera e devono essere battute da chi subisce il fallo.
- A differenza del calcio, il portiere ha la possibilità di prendere il pallone con le mani su un retropassaggio intenzionale di piede da parte di un giocatore della propria squadra
- Si gioca a piedi nudi.

## Il campo di gioco

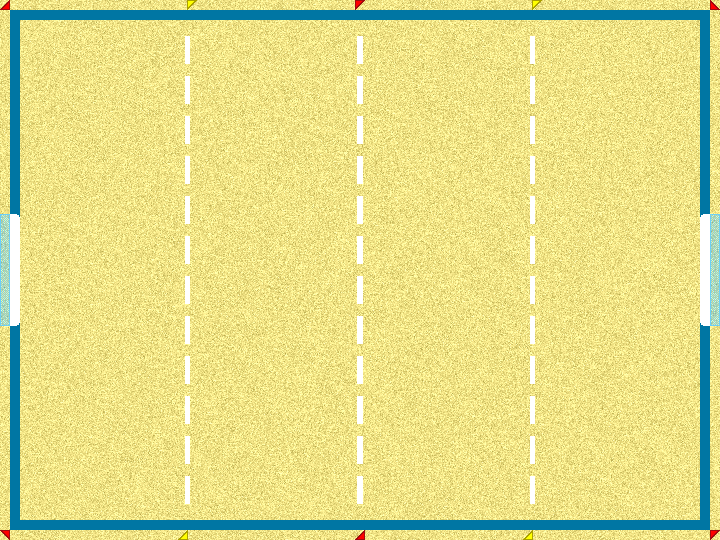
Un campo da beach-soccer. Le linee bianche tratteggiate non sono segnate sul campo e devono essere dedotte dai giocatori e dagli arbitri.

L'omologazione dei campi, così come la promozione dell'attività ufficiale, è affidata alla FIGC, e in particolare alla Lega Nazionale Dilettanti, nel cui ambito è stato costituito il Dipartimento Beach Soccer dal 2003.
Deve avere le seguenti caratteristiche:
- Dimensioni: il rettangolo di gioco deve avere una lunghezza minima di 34 m e una lunghezza massima 40 m, una larghezza minima di 24 m e una larghezza massima di 30 m. Un campo normale è 37 m per 28 m.
- Linee: il rettangolo di gioco deve essere delimitato da quattro linee, due laterali e due sui lati corti, di larghezza variabile dai 7 cm ai 12 cm, formate da nastro realizzato in materiale resistente e di un colore diverso da quello della sabbia. Normalmente il colore è blu o arancione e la larghezza è 10 cm.
- Bandierine: ci sono dieci bandierine, di cui sei di colore rosso e quattro di colore giallo, alte circa 1,50 m (1 m sopra il livello della sabbia). Tutte le bandierine devono essere fatte di plastica indistruttibile, elastiche e resistenti al vento e la parte superiore non può essere affilata.
- Porte: ci sono due porte, possibilmente di materiale plastico, larghe 5,50 m ed alte 2,20 m sul livello della sabbia. I due pali e la traversa di ogni porta devono avere un diametro variabile fra gli 8 e i 10 cm (normalmente 9 cm). Per le reti è consentito l'utilizzo di iuta, canapa e nylon. Le porte possono avere sostegni strutturali o essere sostenute con reti in tensione e pali affondati con o senza supporto sotto la superficie.

## Principali competizioni

### Nazionali
- Campionato mondiale di beach soccer
- Euro Beach Soccer League
- CONMEBOL Beach Soccer Championship
- CONCACAF Beach Soccer Championship
- AFC Beach Soccer Championship
- Africa Beach Soccer Cup of Nations
- OFC Beach Soccer Championship

### Club
- Euro Winners Cup
- Euro Winners Cup femminile